# 대한민국 민법 제144조
대한민국 민법 제144조는 추인의 요건에 대한 민법총칙 조문이다. 2011.3.7에 전문개정되었고 2013.7.1. 시행되었다.

## 조문
제144조(추인의 요건) ① 추인은 취소의 원인이 소멸된 후에 하여야만 효력이 있다.
② 제1항은 법정대리인 또는 후견인이 추인하는 경우에는 적용하지 아니한다.

## 참고 문헌
- 오현수, 일본민법, 진원사, 2014. ISBN 978-89-6346-345-2
- 오세경, 대법전, 법전출판사, 2014 ISBN 978-89-262-1027-7
- 이준현, LOGOS 민법 조문판례집, 미래가치, 2015. ISBN 979-1-155-02086-9

## 같이 보기
- 추인
- 취소
- 법정대리인
- 후견인